# CANT 21
Il CANT 21 era un idroricognitore e bombardiere leggero biplano a scafo centrale realizzato dall'azienda italiana Cantiere Navale Triestino (CANT) negli anni venti.

## Storia del progetto
Nel 1926 la Regia Aeronautica contattò la CNT assegnandole una commessa che prevedeva la fornitura di un prototipo per un idroricognitore biposto, monomotore a lunga autonomia. Il compito venne affidato al progettista capo dell'azienda, Raffaele Conflenti, che sviluppò il nuovo modello, che assunse la designazione CANT 21, basandosi sui precedenti CANT 10 e CANT 13 mantenendone l'impostazione biplana a scafo centrale e dai quali si differenziava essenzialmente per un diverso disegno dello scafo, privo di chiglia e con un redan ridotto.
Il CANT 21 venne portato in volo per la prima volta nel 1927 dal nuovo pilota collaudatore dell'azienda, il comandante Adriano Bacula, quindi trasferito a Vigna di Valle per le valutazioni comparative con il concorrente Savoia-Marchetti S.62. La commissione esaminatrice ritenne però l'S.62 nettamente superiore, dichiarandolo vincitore del concorso, tuttavia il Ministero dell'aeronautica rilasciò alla CNT la necessaria documentazione che ne autorizzava la produzione per il mercato estero.
L'azienda lo presentò al pubblico al Salone aeronautico di Praga del 1928, quindi offerto ai governi di Argentina, Portogallo e Turchia. Di questi solo il governo argentino mostrò un iniziale interesse, richiedendone un esemplare seguito da un ordine di fornitura per altri tre, successivamente ridotto ad uno e poi definitivamente rescisso assieme al primo mentre gli esemplari erano in corso di realizzazione. Secondo altre fonti in esemplare venne comunque consegnato nel 1930 e rimasto in servizio fino al 1940 nella Aviación Naval. la produzione era comunque già stata avviata ed il primo completato, immatricolato I-AALN, era stato provvisoriamente assegnato alla sede della scuola di volo della compagnia aerea SISA presso Portorose seguito da un secondo, immatricolato I-AAPW.
Alla fine degli anni trenta venne indetto un nuovo concorso per un'ulteriore fornitura alla L'Aviazione Ausiliaria della Marina di un nuovo idroricognitore per la sostituzione del Savoia-Marchetti S.59. La CNT riuscì ad assicurarsi nuovamente un contratto per la fornitura di un prototipo, realizzato come sviluppo del CANT 21 e che assunse la designazione 21bis. Il nuovo modello, ora adatto a tre membri di equipaggio, adottava un diverso scafo, ritornato ad una soluzione più classica, dotato di chiglia e con redan sensibilmente allungato, e che ospitava una seconda postazione destinata al mitragliere di coda posizionata dietro il bordo d'uscita alare. Per il motore si scelse un Isotta Fraschini Asso 500Ri, la versione dotata di riduttore di velocità, installato in configurazione traente ed abbinato ad una doppia elica metallica. Dopo il primo volo, effettuato da Bacula il 13 aprile 1931, venne trasferito a Vigna di Valle dove si trovò nuovamente in competizione con il Savoia-Marchetti S.62. L'S.62 risultò in grado di garantire prestazioni migliori grazie ad una motorizzazione più potente, ma prima della scadenza dei termini la CNT cercò di ovviare al problema avviando un intenso programma di sviluppo. Si ritornò alla soluzione con unità motrice in configurazione spingente, racchiudendolo in una gondola per ridurre la resistenza aerodinamica complessiva, ed adottando un'elica quadripala a passo variabile, con possibilità di regolazione a terra, proveniente da un altro modello. Anche le ali vennero successivamente modificate, decalate, ed adottando alette Handley-Page sul bordo d'attacco per migliorare le caratteristiche alle basse velocità. Le migliorie riuscirono ad aumentare le prestazioni generali, ma nonostante ciò la scelta rimase sull'S.62. Tuttavia nemmeno la Savoia-Marchetti ottenne un contratto di fornitura in quanto dopo poco tempo il concorso venne annullato per la seconda volta.

## Impiego operativo
Nonostante fosse stato progettato per essere adottato dalle regie forze armate italiane, in territorio il primo esemplare venne utilizzato in ambito civile nella scuola di volo della Società Italiana Servizi Aerei (S.I.S.A.), la compagnia aerea gestita anch'essa, come il Cantiere Navale Triestino, dai fratelli Callisto ed Alberto Cosulich.
L'esemplare poi venne venduto nel 1930 al Paraguay, che lo assegnò alla propria aviazione di marina rimanendo operativo fino al 1940.
Il 21bis invece, pur essendo stato preso in carico dalla Regia Aeronautica, non venne mai assegnato ad alcun reparto o unità navale, rimanendo a Vigna di Valle fino alla sua radiazione avvenuta il 1º aprile 1940.

## Versioni
21
versione iniziale motorizzata con un Isotta Fraschini Asso 500 V12 da 510 CV (375 kW) in configurazione spingente.
21bis
versione modificata, dotata di scafo modificato e di una seconda postazione di difesa, equipaggiata con un motore Isotta Fraschini Asso 500Ri (riduttore) montato in configurazione traente e poi di nuovo spingente.

## Utilizzatori

### Civili
Italia
- Società Italiana Servizi Aerei (S.I.S.A.)

operò temporaneamente con un esemplare immatricolato I-AAPW nella propria scuola di volo di Portorose, esemplare poi ceduto all'Uruguay.

### Militari
Argentina
- Aviación Naval

operò con un esemplare acquistato nel 1930 fino al 1940.
 Paraguay
- Aviación Naval Paraguaya

operò con un esemplare, acquistato nel 1930, fino al 1940.

## Velivoli comparabili
Italia
- Macchi M.24
- Savoia-Marchetti S.62